# Seznam animovaných filmů studia Disney
Tento seznam obsahuje animované filmy společnosti The Walt Disney Company, jež byly uvedeny v kinech nebo poprvé vydány na domácím videu.

## Celovečerní filmy
Seznam zahrnuje tvorbu studií Walt Disney Animation Studios, The Walt Disney Company, Disneytoon Studios, Pixaru, Blue Sky Studios a 20th Century Animation.
1. Sněhurka a sedm trpaslíků (Snow White and the Seven Dwarfs – 1937)
2. Pinocchio (1940, 88 minut)
3. Fantazie (Fantasia – 1940, 120 minut)
4. Dumbo (1941)
5. Bambi (1942)
6. Saludos Amigos (1942, 43 minut)
7. The Three Caballeros (1944, 70 minut)
8. Make Mine Music (1946, 75 minut)
9. Fun and Fancy Free (1947, 73 minut)
10. Melody Time (1948, 75 minut)
11. The Adventures of Ichabod and Mr. Toad (1949, 68 minut)
12. Popelka (Cinderella – 1950, 74 minut)
13. Alenka v říši divů (Alice in Wonderland – 1951)
14. Petr Pan (film, 1953) (Peter Pan – 1953, 76 minut)
15. Lady a Tramp (Lady and the Tramp – 1955, 75 minut)
16. Šípková Růženka (Sleeping Beauty – 1959)
17. 101 dalmatinů (One Hundred and One Dalmatians/101 Dalmatians – 1961, 79 minut)
18. Meč v kameni (The Sword in the Stone – 1963, 79 minut)
19. Kniha džunglí (The Jungle Book – 1967, 78 minut)
20. Aristokočky (The Aristocats – 1970, 78 minut)
21. Robin Hood (1973, 83 minut)
22. Medvídek Pú: Nejlepší dobrodružství (1977, 74 minut)
23. Zachránci / Záchranáři (The Rescuers – 1977, 75 minut)
24. Liška a pes (The Fox and The Hound – 1981, 83 minut)
25. Černý kotel (The Black Cauldron – 1985, 80 minut)
26. Slavný myší detektiv (1986, 74 minut)
27. Oliver a přátelé (Oliver and Company – 1988, 72 minut)
28. Malá mořská víla (The Little Mermaid – 1989, 83 minut)
29. Záchranáři u protinožců (The Rescuers Down Under – 1990, 77 minut)
30. Kráska a zvíře (Beauty and the Beast – 1991, 84 minut)
31. Aladin (Aladdin – 1992, 87 minut)
32. Lví král (The Lion King – 1994, 89 minut)
33. Toy Story: Příběh hraček (Toy Story - 1995, 81 minut)
34. Pocahontas (1995, 81 minut)
35. Zvoník u Matky Boží (The Hunchback of Notre Dame – 1996, 91 minut)
36. Herkules (Hercules – 1997, 89 minut)
37. Život brouka (A Bug's Life - 1998, 95 minut)
38. Legenda o Mulan (Mulan – 1998, 88 minut)
39. Tarzan (1999, 88 minut)
40. Příbeh hraček 2 (Toy Story 2 - 1999, 92 minut)
41. Fantazie 2000 (Fantasia 2000 – 1999, 75 minut)
42. Dinosaurus (Dinosaur – 2000, 82 minut)
43. Není král jako král (Emperor's New Groove – 2000, 78 minut)
44. Příšerky s.r.o. (Monsters, Inc. - 2001, 92 minut)
45. Atlantida: Tajemná říše (Atlantis: The Lost Empire – 2001, 95 minut)
46. Lilo & Stitch (Lilo and Stitch – 2002, 85 minut)
47. Planeta pokladů (Treasure Planet – 2002, 95 minut)
48. Medvědí bratři (Brother Bear – 2003, 85 minut)
49. Hledá se Nemo (Finding Nemo - 2003, 100 minut)
50. U nás na farmě (Home on the Range – 2004, 76 minut)
51. Tři Mušketýři ( - 2004, 68 minut)
52. Úžasňákovi (The Incredibles - 2004, 115 minut)
53. Strašpytlík (Chicken Little – 2005, 77 minut)
54. Auta (Cars - 2006, 116 minut)
55. Robinsonovi (Meet the Robinsons – 2007, 90 minut)
56. Ratatouille (Ratatouille - 2007, 111 minut)
57. VALL-I (WALL-E - 2008, 98 minut)
58. Bolt – pes pro každý případ (Bolt – 2008, 93 minut)
59. Princezna a žabák (The Princess And The Frog – 2009, 94 minut)
60. Vzhůru do oblak (Up - 2009, 96 minut)
61. Na vlásku (Tangled – 2010, 100 minut)
62. Příběh hraček 3 (Toy Story 3 - 2010, 103 minut)
63. Medvídek Pú (Winnie The Pooh – 2011, 60 minut)
64. Auta 2 (Cars 2 - 2011, 103 minut)
65. Raubíř Ralf (Wreck It Ralph – 2012, 94 minut)
66. Rebelka (Brave - 2011, 93 minut)
67. Ledové království (Frozen – 2013, 102 minut)
68. Letadla (Airplanes - 2013, 96 minut)
69. Univerzita pro příšerky (Monsters University - 2013, 104 minut)
70. Velká šestka (Big Hero 6 – 2014, 108 minut)
71. Hodný dinosaurus (The Good Dinosaur - 2015, 93 minut)
72. V hlavě (Inside Out - 2015, 94 minut)
73. Zootropolis: Město zvířat (Zootopia – 2016, 108 minut)
74. Odvážná Vaiana: Legenda o konci světa (Moana – 2016, 107 minut)
75. Hledá se Dory (Finding Dory - 2016, 97 minut)
76. Auta 3 (Cars 3 - 2017, 102 minut)
77. Coco (Coco - 2017, 105 minut)
78. Raubíř Ralf a internet (Ralph Breaks the Internet – 2018, 112 minut)
79. Úžasňákovi 2 (Incredibles 2 - 2018, 118 minut)
80. Ledové království II (Frozen II – 2019)
81. Příběh hraček 4 (Toy Story 4 - 2019, 100 minut)
82. Frčíme (Onward - 2020, 103 minut)
83. Duše (Soul - 2020, 100 minut)

Legenda:
     Walt Disney Productions (1937–1985), Walt Disney Feature Animation (1986–2006) a Walt Disney Animation Studios (2007–dosud)
     Pixar Animation Studios (1995–dosud)
     20th Century Fox Animation (2019–2020) a 20th Century Animation (2020–dosud)
     Ostatní studia Disney

### Filmy vyrobené či vydané v USA
| Český název             | Původní název            | Datum vydání v USA | Produkční studia                                                 | Produkční studia |
| ----------------------- | ------------------------ | ------------------ | ---------------------------------------------------------------- | ---------------- |
| Raya a drak             | Raya and the Last Dragon | 5. března 2021     | Walt Disney Pictures a Walt Disney Animation Studios             |                  |
| Luca                    | Luca                     | 18. června 2021    | Walt Disney Pictures a Pixar Animation Studios                   |                  |
| Rozbitý robot Ron       | Ron's Gone Wrong         | 22. října 2021     | 20th Century Animation, TSG Entertainment a Locksmith Animation  |                  |
| Encanto                 | Encanto                  | 24. listopadu 2021 | Walt Disney Pictures a Walt Disney Animation Studios             |                  |
| Proměna                 | Turning Red              | 11. března 2022    | Walt Disney Pictures a Pixar Animation Studios                   |                  |
| Bobovy burgery ve filmu | The Bob's Burgers Movie  | 27. května 2022    | 20th Century Studios, Bento Box Entertainment a Wilo Productions |                  |
| Rakeťák                 | Lightyear                | 17. června 2022    | Walt Disney Pictures a Pixar Animation Studios                   |                  |
| Divnosvět               | Strange World            | 23. listopadu 2022 | Walt Disney Pictures a Walt Disney Animation Studios             |                  |
| Mezi živly              | Elemental                | 16. června 2023    | Walt Disney Pictures a Pixar Animation Studios                   |                  |
| Přání                   | Wish                     | 22. listopadu 2023 | Walt Disney Pictures a Walt Disney Animation Studios             |                  |
| V hlavě 2               | Inside Out 2             | 14. června 2024    | Walt Disney Pictures a Pixar Animation Studios                   |                  |
| Odvážná Vaiana 2        | Moana 2                  | 27. listopadu 2024 | Walt Disney Pictures a Walt Disney Animation Studios             |                  |

Vysvětlivky
1. ↑  Film byl v USA pouze distribuován.

## Filmy vydané na domácím videu
Seznam zahrnuje filmy, které byly vydány na domácím videu společností Walt Disney Studios Home Entertainment a na jejichž produkci se většinou podílela studia Walt Disney Pictures, Disney Television Animation a  Disneytoon Studios. Řada filmů je pokračováním celovečerních titulů od Walt Disney Animation Studios.
| Český název                                        | Původní název                                               | Datum původního vydání | Produkční studia                                                                 |
| -------------------------------------------------- | ----------------------------------------------------------- | ---------------------- | -------------------------------------------------------------------------------- |
| Aladin: Jafarův návrat                             | The Return of Jafar                                         | 20. května 1994        | Disney MovieToons a Walt Disney Television Animation                             |
| —                                                  | Gargoyles the Movie: The Heroes Awaken                      | 31. ledna 1995         | Walt Disney Television Animation                                                 |
| Aladin a král zlodějů                              | Aladdin and the King of Thieves                             | 13. srpna 1996         | Disney MovieToons a Walt Disney Television Animation                             |
| Kolem světa s Timonem a Pumbou                     | Around the World with Timon and Pumbaa                      | 12. září 1996          | Walt Disney Television Animation                                                 |
| —                                                  | Mighty Ducks the Movie: The First Face-Off                  | 8. dubna 1997          | Walt Disney Television Animation                                                 |
| Medvídek Pú a jeho velkolepé dobrodružství         | Pooh's Grand Adventure: The Search for Christopher Robin    | 5. srpna 1997          | Disney MovieToons a Walt Disney Television Animation                             |
| —                                                  | Jungle Cubs: Born to Be Wild                                | 15. srpna 1997         | Walt Disney Television Animation                                                 |
| Kráska a Zvíře: Kouzelné Vánoce                    | Beauty and the Beast: The Enchanted Christmas               | 11. listopadu 1997     | Disney MovieToons a Walt Disney Television Animation                             |
| Kráska a zvíře: Kráska v kouzelném světě           | Belle's Magical World                                       | 17. února 1998         | Disney MovieToons a Walt Disney Television Animation                             |
| Pocahontas 2: Cesta domů                           | Pocahontas II: Journey to a New World                       | 25. srpna 1998         | Disney MovieToons a Walt Disney Television Animation                             |
| Lví král 2: Simbův příběh                          | The Lion King II: Simba's Pride                             | 27. října 1998         | Disney MovieToons a Walt Disney Television Animation                             |
| —                                                  | Hercules: Zero to Hero                                      | 17. srpna 1999         | Walt Disney Television Animation                                                 |
| —                                                  | Belle's Tales of Friendship                                 | 17. srpna 1999         | Walt Disney Television Animation                                                 |
| Medvídek Pú: Čas svátků                            | Seasons of Giving                                           | 9. listopadu 1999      | Disney MovieToons a Walt Disney Television Animation                             |
| Co se stalo o Vánocích                             | Mickey's Once Upon a Christmas                              | 9. listopadu 1999      | Disney MovieToons a Walt Disney Television Animation                             |
| Goofy ve filmu                                     | An Extremely Goofy Movie                                    | 29. února 2000         | Disney MovieToons a Walt Disney Television Animation                             |
| —                                                  | Buzz Lightyear of Star Command: The Adventure Begins        | 8. srpna 2000          | Walt Disney Pictures, Pixar Animation Studios a Walt Disney Television Animation |
| Malá mořská víla II: Návrat do moře                | The Little Mermaid II: Return to the Sea                    | 19. září 2000          | Walt Disney Pictures, Disney Video Premiere a Walt Disney Television Animation   |
| Lady a Tramp II: Scampova dobrodružství            | Lady and the Tramp II: Scamp's Adventure                    | 27. února 2001         | Walt Disney Pictures a Walt Disney Television Animation                          |
| Mickeyho kouzelné Vánoce                           | Mickey's Magical Christmas: Snowed in at the House of Mouse | 6. listopadu 2001      | Walt Disney Television Animation                                                 |
| Přestávka: Zázrak na Třetí ulici                   | Recess Christmas: Miracle on Third Street                   | 6. listopadu 2001      | Walt Disney Television Animation a Paul a Joe Productions                        |
| Popelka II: Splněný sen                            | Cinderella II: Dreams Come True                             | 26. února 2002         | Walt Disney Pictures, Disney MovieToons a Walt Disney Television Animation       |
| Zvoník u Matky Boží II                             | The Hunchback of Notre Dame II                              | 19. března 2002        | Walt Disney Pictures, Disney MovieToons a Walt Disney Television Animation       |
| Tarzan a Jane                                      | Tarzan & Jane                                               | 23. července 2002      | Walt Disney Television Animation                                                 |
| —                                                  | Mickey's House of Villains                                  | 3. září 2002           | Walt Disney Television Animation                                                 |
| Krásný Nový rok Medvídka Pú                        | A Very Merry Pooh Year                                      | 12. listopadu 2002     | Walt Disney Pictures, Disney MovieToons a Walt Disney Television Animation       |
| 101 dalmatinů II: Flíčkova londýnská dobrodružství | 101 Dalmatians II: Patch's London Adventure                 | 21. ledna 2003         | Walt Disney Pictures a Walt Disney Television Animation                          |
| Atlantis: Milo se vrací                            | Atlantis: Milo's Return                                     | 20. května 2003        | Walt Disney Pictures, Disney MovieToons a Walt Disney Television Animation       |
| Stitch! Film                                       | Stitch! The Movie                                           | 26. srpna 2003         | Walt Disney Pictures a Walt Disney Television Animation                          |
| Přestávka: Zpátky do školky                        | Recess: All Growed Down                                     | 9. prosince 2003       | Walt Disney Television Animation a Paul a Joe Productions                        |
| Přestávka: Vzhůru do páté třídy                    | Recess: Taking the Fifth Grade                              | 9. prosince 2003       | Walt Disney Television Animation a Paul a Joe Productions                        |
| Lví král 3: Hakuna Matata                          | The Lion King 1½                                            | 10. února 2004         | Walt Disney Pictures a Disneytoon Studios                                        |
| Medvídek Pú: Jaro s klokánkem Rú                   | Springtime with Roo                                         | 9. března 2004         | Walt Disney Pictures a Disneytoon Studios                                        |
| Tři mušketýři: Mickey, Donald a Goofy              | Mickey, Donald, Goofy: The Three Musketeers                 | 17. srpna 2004         | Walt Disney Pictures a Disneytoon Studios                                        |
| Co se ještě stalo o Vánocích                       | Mickey's Twice Upon a Christmas                             | 9. listopadu 2004      | Walt Disney Pictures a Disneytoon Studios                                        |
| Legenda o Mulan 2                                  | Mulan II                                                    | 1. února 2005          | Walt Disney Pictures a Disneytoon Studios                                        |
| Tarzan 2                                           | Tarzan II                                                   | 14. června 2005        | Walt Disney Pictures a Disneytoon Studios                                        |
| Lilo a Stitch 2: Stitch má mouchy                  | Lilo & Stitch 2: Stitch Has a Glitch                        | 30. srpna 2005         | Walt Disney Pictures a Disneytoon Studios                                        |
| —                                                  | Pooh's Heffalump Halloween Movie                            | 13. září 2005          | Walt Disney Pictures a Disneytoon Studios                                        |
| —                                                  | Once Upon a Halloween                                       | 28. září 2005          | Walt Disney Home Entertainment                                                   |
| Není Kronk jako Kronk                              | Kronk's New Groove                                          | 13. prosince 2005      | Walt Disney Pictures a Disneytoon Studios                                        |
| Bambi 2                                            | Bambi II                                                    | 7. února 2006          | Walt Disney Pictures a Disneytoon Studios                                        |
| Leroy a Stitch                                     | Leroy & Stitch                                              | 27. června 2006        | Walt Disney Pictures a Walt Disney Television Animation                          |
| Medvědí bratři 2                                   | Brother Bear 2                                              | 29. srpna 2006         | Walt Disney Pictures a Disneytoon Studios                                        |
| —                                                  | The Fox and the Hound 2                                     | 12. prosince 2006      | Walt Disney Pictures a Disneytoon Studios                                        |
| Popelka 3: Ztracena v čase                         | Cinderella III: A Twist in Time                             | 6. února 2007          | Walt Disney Pictures a Disneytoon Studios                                        |
| Kouzelné pohádky o princeznách                     | Disney Princess Enchanted Tales: Follow Your Dreams         | 4. září 2007           | Disneytoon Studios                                                               |
| —                                                  | Super Sleuth Christmas Movie                                | 20. listopadu 2007     | Walt Disney Television Animation a Polygon Pictures                              |
| Malá mořská víla: Jak to všechno začalo            | The Little Mermaid: Ariel's Beginning                       | 26. srpna 2008         | Walt Disney Pictures a Disneytoon Studios                                        |
| Zvonilka                                           | Tinker Bell                                                 | 28. října 2008         | Walt Disney Pictures a Disneytoon Studios                                        |
| Moji kamarádi Tygr a Pú: Tygr a Pú v muzikálu      | Tigger & Pooh and a Musical Too                             | 7. dubna 2009          | Walt Disney Television Animation                                                 |
| Zvonilka a ztracený poklad                         | Tinker Bell and the Lost Treasure                           | 27. října 2009         | Walt Disney Pictures a Disneytoon Studios                                        |
| Zvonilka a velká záchranná výprava                 | Tinker Bell and the Great Fairy Rescue                      | 21. září 2010          | Walt Disney Pictures a Disneytoon Studios                                        |
| Zvonilka: Tajemství křídel                         | Secret of the Wings                                         | 23. října 2012         | Walt Disney Pictures a Disneytoon Studios                                        |
| Zvonilka a piráti                                  | The Pirate Fairy                                            | 1. dubna 2014          | Walt Disney Pictures a Disneytoon Studios                                        |
| Zvonilka a tvor Netvor                             | Tinker Bell and the Legend of the NeverBeast                | 3. března 2015         | Walt Disney Pictures a Disneytoon Studios                                        |